# João Crisóstomo Pacheco
João Crisóstomo Pacheco (Camboriú, 1868 — ?, 1948) foi um jornalista brasileiro. Fundou o jornal “O Democrata” em sua terra natal, e "O Arauto", o primeiro jornal de Biguaçu.  

## Biografia
João nasceu na cidade catarinense de Camboriú, e mudou-se para Biguaçu em 1921. Em 1922, mudou-se para Tijucas.

## Carreira
Na sua cidade natal, fundou o jornal "O Democrata" (1919 - 1920). Com a mudança para Biguaçu, levou na bagagem o aprendizado, e a gráfica tipográfica, para então fundar o primeiro jornal biguaçuense, "O Arauto". O jornal semanal circulou de abril de 1921 a dezembro de 1922. A primeira edição foi lançada no sábado, 21 de abril de 1921. 
Após a mudança para Tijucas, vendeu a tipografia para o jornal "Nova Era", de Rio do Sul. 